# Sannirió
Sannirió (en llatí Sannyrion, en grec antic Σαννυρίων) fou un poeta còmic atenenc dels darrers anys de la vella comèdia i començament de la mitjana. Era contemporani de Diocles de Flios i Filil·le, segons diu Suides.
Va ser un dels que va ridiculitzar la pronunciació de l'actor Hegèloc en una representació de l'Orestes d'Eurípides, obra publicada l'any 408 aC, i devia començar la seva carrera teatral cap aquell any. Alguna autors proposen que va viure fins al 370 aC.
Sannirió també va ser ridiculitzat per Estratis a la seva obra Κινησίας ("Kinesías"), i per Aristòfanes a la Γηρυτάδης (Gerytades), on ell, Mèlet i Cinèsies són enviats com a ambaixadors dels poetes a l'Hades pel seu poc pes, ja que tots tres eren molt prims.
Suides dona alguns títols de les seves comèdies: 
- Τέλως (Telos "propòsit")
- Δανάη (Dànae)
- Ἰώ (Io)
- Ψυχασταί (Psichastai)

Eudòxia Macrembolitissa hi afegeix Σαρδανάπαλλος (Sardanàpal).